# اندیس خاک صنعتی جلیسه پیرکوه
خاک صنعتی جلیسه پیرکوه یک اندیس غیرفلزی است که در حوالی شهر جواهرده استان گیلان قرار دارد و مادهٔ معدنی موجود در آن، خاک صنعتی است.سنگ میزبان این اندیس ائوسن است  در این اندیس، پاراژنز‌های دگرسانی توف‌های ریولیتی یافت می‌شوند.